# Thiên-Mụ-Pagode

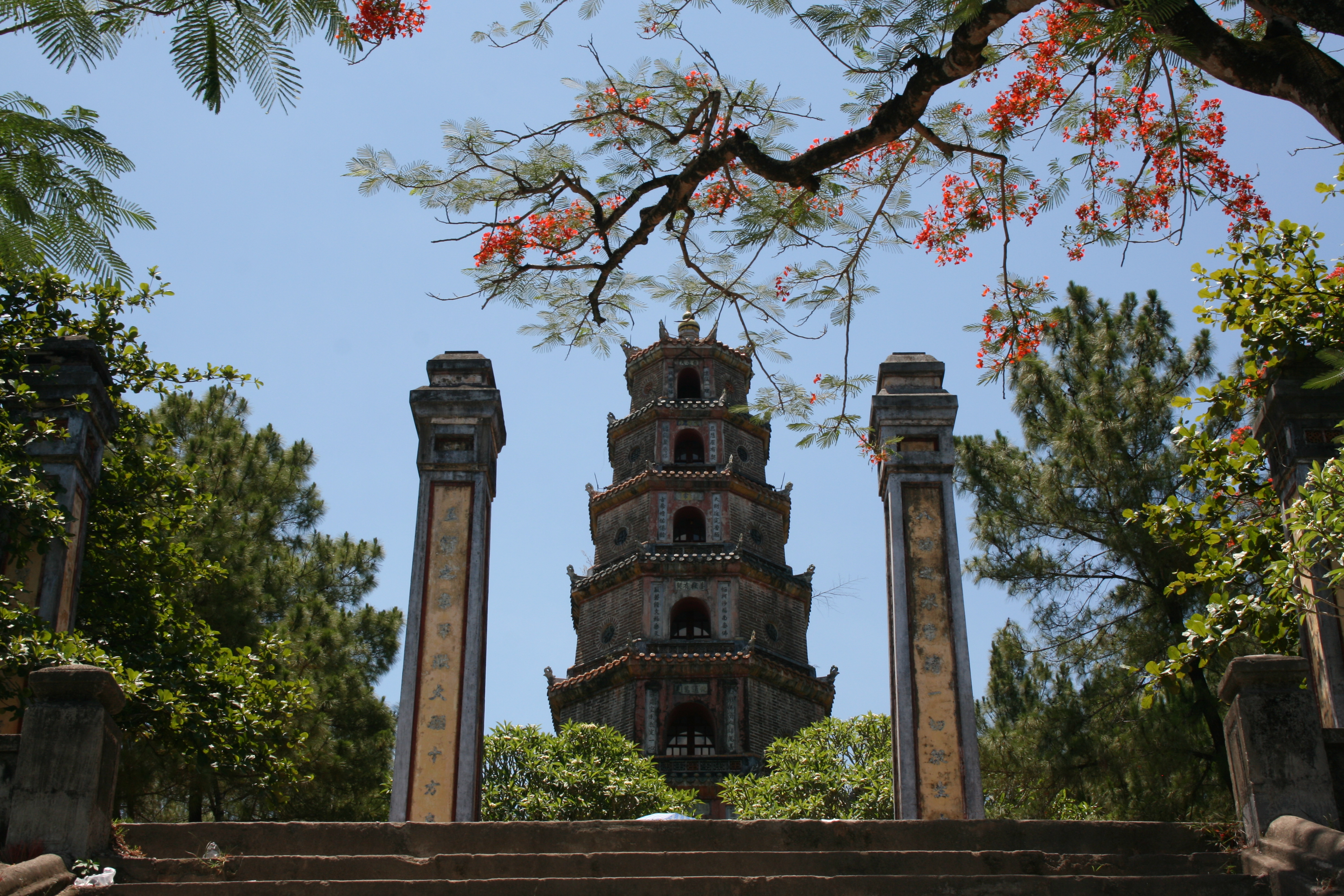
Thiên-Mụ-Pagode

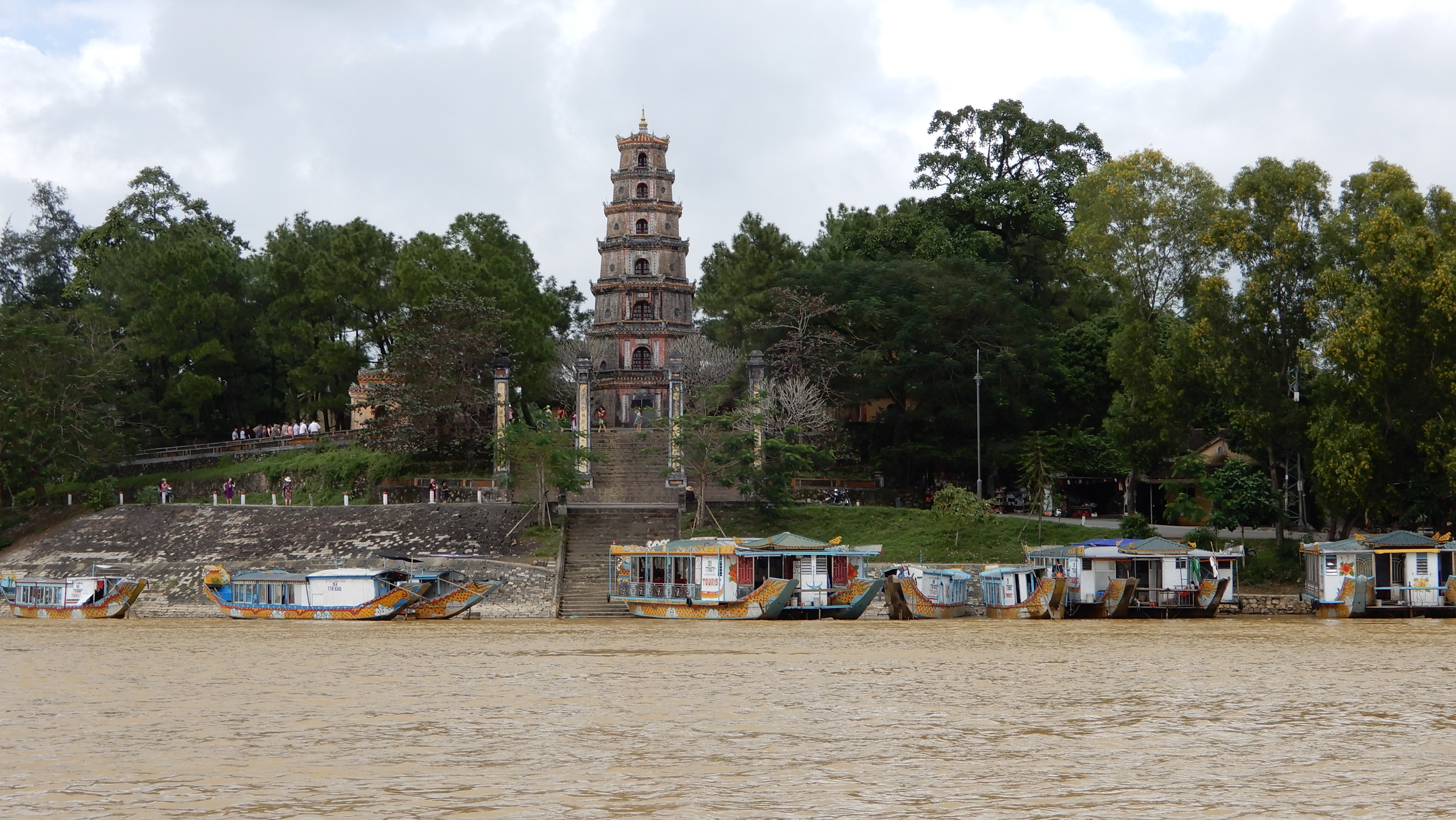
Ansicht vom Parfümfluss

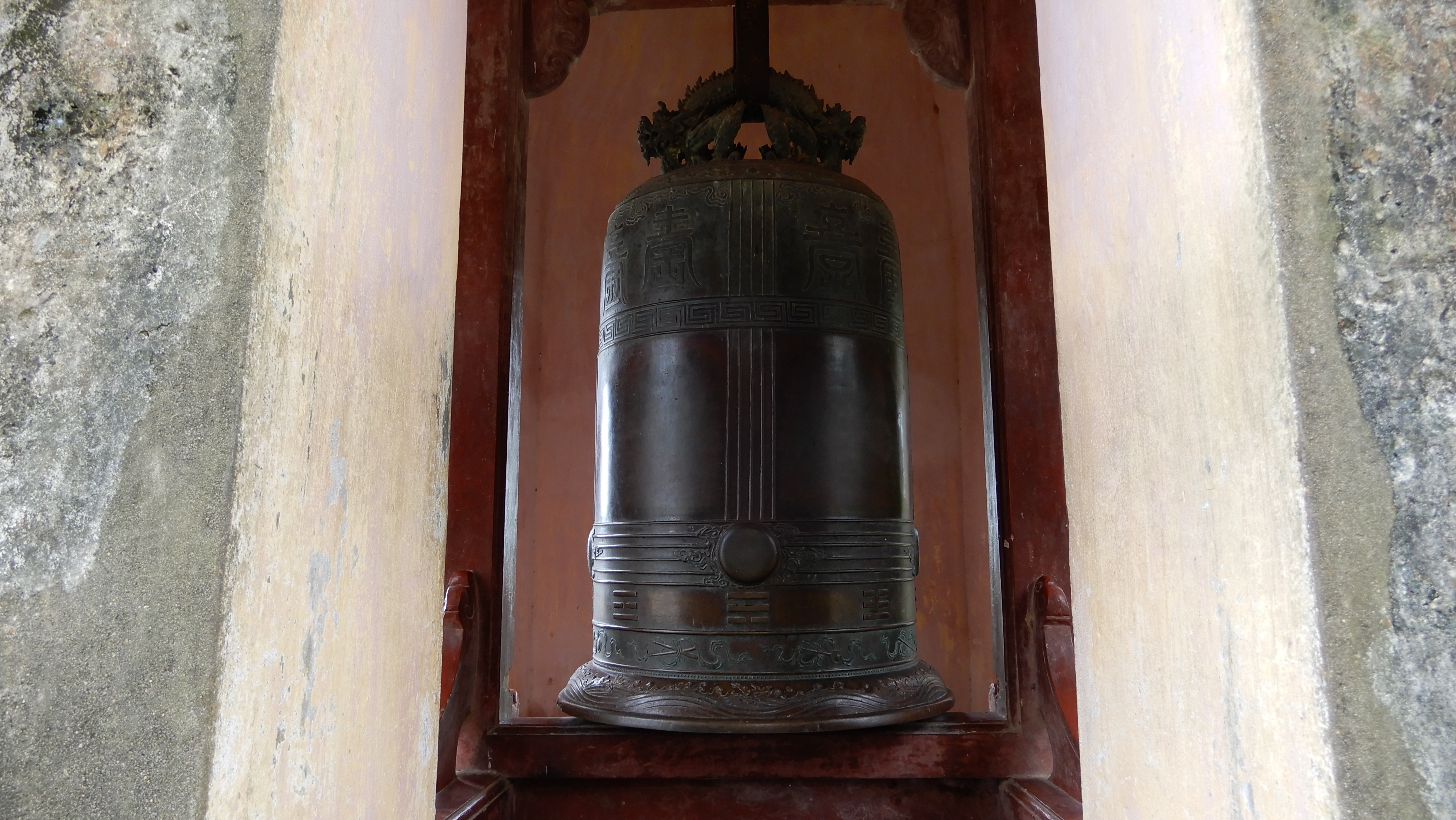
Thiên-Mụ-Pagode, Glocke

Die Thiên-Mụ-Pagode (Vietnamesisch: Chùa Thiên Mụ; Hán tự: 天姥寺; oder auch Linh Mụ, 靈姥 genannt) ist ein buddhistisches Kloster im vietnamesischen Huế, gelegen auf einer Anhöhe am nördlichen Ufer des Parfüm-Flusses. Mit dem siebenstöckigen Phước Duyên-Turm ist die Pagode die höchste Vietnams.

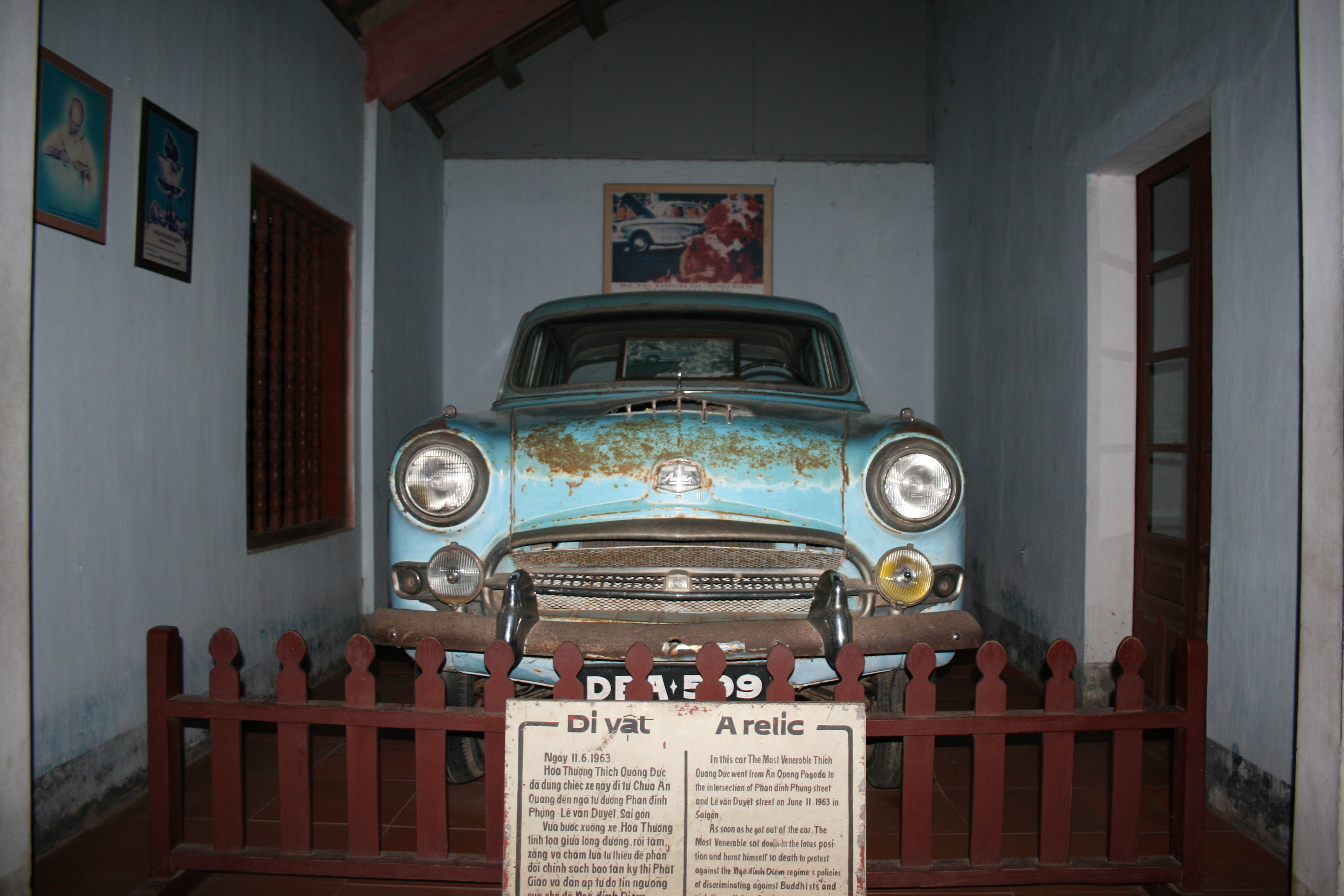
Thích Quảng Đứcs Austin

## Geschichte
Die Thiên-Mụ-Pagode wurde im Jahre des Metall-Büffels 1601 von Nguyễn Hoàng, dem Begründer des Fürstengeschlechts der Nguyễn, in einfacher Konstruktion errichtet. Dieser hatte 1600 die Hauptstadt seines Südreiches nach Phú Xuân, dem heutigen Huế, verlegt.
Die Legende erzählt, dass nachts auf dem Hügel am Parfümfluss eine alte Frau gefunden wurde, die ein langes, rotes Kleid und grüne Hosen trug und behauptete, dass dieser Ort einer Gottheit gehört. Sie verlangte, dass im Namen dieser Gottheit eine Pagode gebaut werden müsse, woraufhin sie in einer Wolke verschwand. Seit diesem Tage wird das Bauwerk „Die Pagode der alten Himmelsgöttin“ oder „Pagode der himmlischen Frau“ genannt.
1665 wurden die Gebäude unter Nguyễn Hoàngs drittem Nachfolger und sein Urenkel, Nguyễn Phúc Tần, renoviert und erweitert. Dieser hatte den Machtbereich der Familie bereits auf die südlichen Provinzen erweitert. 1710 ließ sein Enkel, Nguyễn Phúc Chu, eine 3285 kg schwere Glocke für die Pagode gießen. Im Jahre 1844 wurde sie unter Kaiser Thiệu Trị restauriert und ist heute eine der bedeutendsten Sehenswürdigkeiten in Vietnam. Zwei kleinere Pavillons schützen die 2,50 m große Glocke und eine Marmorstele mit der Geschichte des Tempels. Der 21 m hohe Phước Duyên-Turm, 1844 nachträglich erbaut, erinnert an die fünf Manushi-Buddhas, die der Mahayana-Tradition zufolge bislang erschienen sind. Hinter der hohen Mauer erstreckt sich die Klosteranlage mit mehreren Hallen und einem Garten mit Bonsaibäumchen.
Das Kloster besitzt außerdem noch eine eher etwas ungewöhnliche Sehenswürdigkeit, einen alten Austin, ein kleines Auto, das auf der Anlage in einer Garage steht. An der Windschutzscheibe dieses Austins befindet sich ein Foto, das 1963 um die ganze Welt ging und für Entsetzen sorgte. Das Foto zeigt die Selbstverbrennung des Mönches Thích Quảng Đức am 11. Juni 1963 aus Protest gegen die Buddhistenverfolgung und Unterdrückung durch den katholischen Diktator Ngô Đình Diệm. In dem besagten Auto ließ sich der Mönch zu einer Straßenkreuzung in Saigon fahren, mit Benzin übergießen und anzünden. Das Foto erregte auch in den USA großes Aufsehen. Fünf Monate später ließ die USA den Diktator Diem fallen.